# Belvosia formosana
Belvosia formosana là một loài ruồi trong họ Tachinidae.